# Pierszaje Maja (obwód grodzieński)
Pierszaje Maja (biał. Першае Мая; ros. Першее Мая) – wieś na Białorusi, w obwodzie grodzieńskim, w rejonie grodzieńskim, w sielsowiecie Putryszki, przy drodze magistralnej M6. Sąsiaduje z Grodnem.